# 19136 Strassmann
19136 Strassmann (1989 AZ6) là một tiểu hành tinh vành đai chính được phát hiện ngày 10 tháng 1 năm 1989 bởi F. Borngen ở Tautenburg.